# روان‌درمانی حمایت‌کننده از همجنس‌گرایان
روان‌درمانی حمایت‌کننده از همجنس‌گرایان (به انگلیسی: Gay affirmative psychotherapy) نوعی روان‌درمانی برای اشخاص غیردگرجنس‌گرا خصوصاً زنان و مردان همجنس‌گراست که تمرکز اصلی آن رسیدن شخص به آرامش و کمک به او برای درک و پذیرش گرایش جنسی خود است. روان‌درمانی حمایت‌کننده تلاشی در جهت کاهش یا از بین بردن میل یا رفتارهای همجنس‌گرایانهٔ مراجعه کنندگان نمی‌کند. همچنین تلاش برای تغییر گرایش و جهت‌گیری جنسی افراد از همجنس به جنس مخالف نیز جزء اهداف آن نیست. انجمن روان‌شناسی آمریکا و جامعه روان‌شناسی بریتانیا در مورد روان‌درمانی حمایت‌کننده دستورالعمل‌ها و راهنماهایی برای درمان‌گران منتشر کرده‌اند. روان‌درمانی حمایت‌کننده بیان می‌کند که همجنس‌گرایی و دوجنس‌گرایی اختلال یا بیماری روانی محسوب نمی‌شوند و این مورد توافق جوامع علمی در سراسر جهان است. در واقع، پذیرش و تأیید هویت همجنس‌گرایانه می‌تواند عنصری کلیدی در بهبود از دیگر اختلال‌های روحی و روانی و سوءمصرف مواد باشد. در مورد مراجعه‌کنندگانی که اعتقادهای مذهبی آنها رفتارهای همجنس‌گرایانه را گناه دانسته و محکوم می‌کنند، آشتی دادن عقاید مذهبی با هویت همجنس‌گرایانهی ایشان ممکن است نیازمند استفاده از روش‌های پیچیده‌تری باشد.